# پاساژ آمریکایی
پاساژ آمریکایی (به انگلیسی: The American Mall) یک فیلم موزیکال شبکهٔ ام‌تی‌وی است که در تاریخ ۱۱ اوت ۲۰۰۸ عرضه شد و با رتبهٔ بسیار پایینی که دریافت کرده بود به طور متوسط ۴۳۶٫۰۰۰ بیننده داشت.

## نمای کلی
پاساژ آمریکایی تولید شده توسط عوامل پشت صحنهٔ سری فیلم‌های دبیرستان موزیکال دیزنی است و مفهومی بسیار مشابه آن دارد. موضوع آن نیز در شخصیت چند نوجوان و کشاکش‌های روزانه خود، با عوامل تصویری، کمیک و موسیقی متمرکز است.
داستان اصلی فیلم این است که دو شخصیت اصلی، الی (نینا دوبرو)و جوی (راب مایز)، در زمینه موسیقی با استعداد هستند، اما موانع شخصی بسیاری برای رسیدن به موفقیت پیش روی آنهاست. الی در فروشگاه موسیقی مادرش کار می‌کند و جوی جزو سربازان شیفت شب است.
این فیلم در شهر پرووو، یوتا، در بازار مرکزی فیلمبرداری شده است.
آهنگ "Get Your Rock On" به عنوان محتوای قابل دانلود در ۱۹ اوت ۲۰۰۸ منتشر شد.

## بازیگران
- نینا دوبرو در نقش الی شپارد
- راب مایز در نقش جوی
- آتم ریسر در نقش مدیسون
- بیانکا کالینز در نقش میا
- نیل هنسکل در نقش درو
- یاسمین ایلرز در نقش ارین
- ال ساپینزا در نقش مکس
- بروک لیونز در نقش دوری
- برشا وب در نقش پنی
- بلث آئوفارث در نقش الکسا
- رودنی تو در نقش بن
- دیوید بام در نقش استاوروس
- وید آلین- مارکوس در نقش ریک

## آهنگ‌ها
- 2008: "Survivor" (بازمانده) - الی شپارد
- 2008: "Get Your Rock On" (گیتار راک خود را روشن کن)- جوی و جانیتورز
- 2008: "Don't Hold Back" (عقب نگهش ندار)- الی، جوی، میا، مدیسون، بن و جانیتورز